# Skolgränd

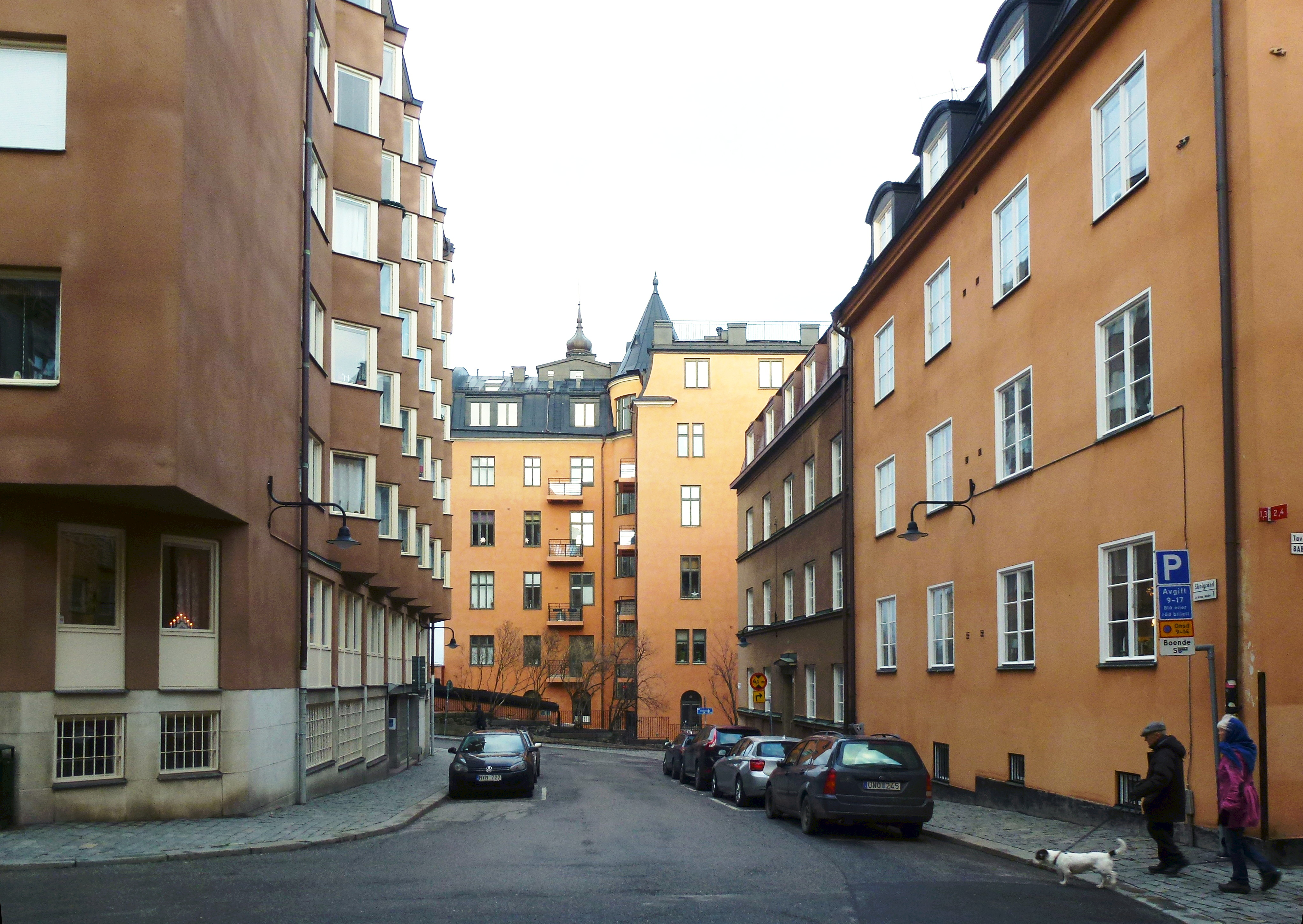
Skolgränd, vy från Tavastgatan mot norr.

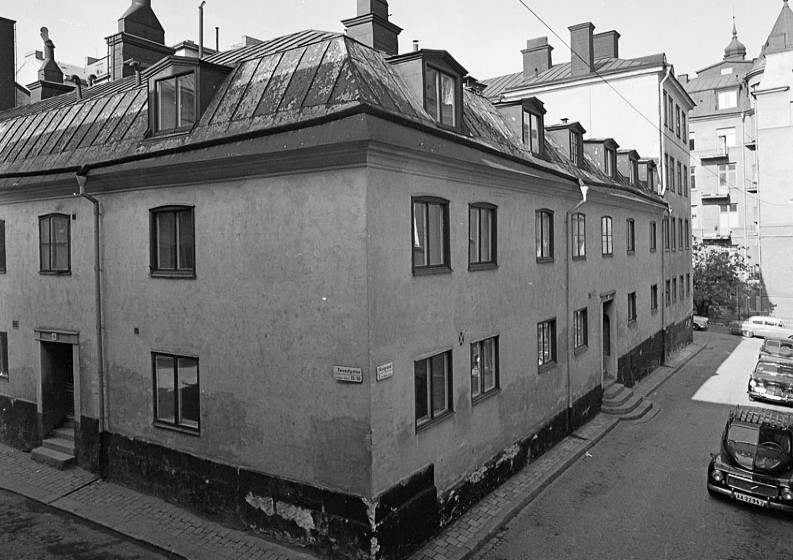
Hörnet Skolgränd 2 / Tavastgatan 10, 1960.

Skolgränd är en knappt 40 meter lång gata på Mariaberget på Södermalm i Stockholm. Gatan fick sitt nuvarande namn 1806 som Skolæ Gränden.
Skolgränd sträcker sig mellan Tavastgatan och Bastugatan där numera Monteliusvägen utlöper. Ursprunget till namnet är obekant och om någon skola har funnits här är inte känt. I området låg på 1600-talet kvarnen Stora Pryssan och på 1700-talet en gård, sedermera Cederborgska villan.
Här i hörnet av Basugatan och Liten Gränd, som gränden benämns i Johan Holms tomtbok från 1670-talet, bor Malin Matsdotter med sina två döttrar Annika och Maria. 1676 döms och avrättas Malin för trolldom.

## Fastigheter
- Skolgränd nr 1, även Bastugatan 13, är från 1929.
- Skolgränd nr 2, huset var en tvåvåningsbyggnad som revs på 1960-talet och ersattes med nuvarande bostadshus i sex våningar, bland annat säte för Svenska FN-förbundet.